# Brad Lohaus
Bradley Allen "Brad" Lohaus (New Ulm, Minnesota, 29 de septiembre de 1964) es un exjugador de baloncesto estadounidense que disputó 11 temporadas de la NBA en ocho equipos diferentes. Con 2,13 metros de altura, jugaba en la posición de ala-pívot.

## Trayectoria deportiva

### Universidad
Tras haber participado en el prestigioso McDonald's All-American Team en su etapa de high school, jugó durante cuatro temporadas con los Hawkeyes de la Universidad de Iowa, pero no logró despuntar hasta su temporada sénior, en la que promedió 11,3 puntos y 7,7 rebotes por partido. En el total de su trayectoria colegial anotó 6,3 puntos y capturó 4,3 rebotes por noche.

### Profesional
Fue seleccionado por Boston Celtics en la posición 45 de la segunda ronda del Draft de la NBA de 1987, donde apenas tuvo minutos, siendo traspasado mediada su segunda temporada a Sacramento Kings junto con Danny Ainge a cambio de Joe Kleine y Ed Pinckney. Allí tampoco encontró un hueco importante en el equipo, y al año siguiente, en la temporada 1989-90, fue elegido en el draft de expansión por la nueva franquicia de Minnesota Timberwolves, siendo traspasado a las pocas semanas a Milwaukee Bucks a cambio de Randy Breuer, donde por fin consiguió un poco de estabilidad, y donde pudo desarrollar su buen tiro exterior, anotando en los 4 años que allí permaneció 314 triples, con una media que rondaba el 40%.
En 1993 fichó por Miami Heat, para posteriormente jugar los tres últimos años de su carrera entre New York Knicks, Toronto Raptors y San Antonio Spurs, además de un par de meses que jugó con el Scavolini de Pesaro de la liga italiana. Durante la huelga de jugadores de la temporada 1998-99, Lohaus se planteó la retirada definitiva, no regresando a las canchas tras el final del conflicto.
En el total de sus 11 años como profesional promedió 5,9 puntos y 2,8 rebotes por partido.
Fue incluido junto a su compañero Blue Edwards como el dúo representante de los Milwaukee Bucks en el popular videojuego de arcade NBA Jam.

## Estadísticas de su carrera en la NBA

### Temporada regular
| Año     | Equipo      | PJ  | PT  | MPP  | %TC  | %3P  | %TL   | RPP | APP | ROB | TPP | PPP  |
| ------- | ----------- | --- | --- | ---- | ---- | ---- | ----- | --- | --- | --- | --- | ---- |
| 1987–88 | Boston      | 70  | 4   | 10.3 | .496 | .231 | .806  | 2.0 | 0.7 | 0.3 | 0.6 | 4.2  |
| 1988–89 | Boston      | 48  | 15  | 15.4 | .433 | .000 | .761  | 3.0 | 1.0 | 0.4 | 0.5 | 5.6  |
| 1988–89 | Sacramento  | 29  | 10  | 16.4 | .431 | .143 | .807  | 3.9 | 0.6 | 0.3 | 1.0 | 8.0  |
| 1989–90 | Minnesota   | 28  | 24  | 21.1 | .465 | .063 | .808  | 3.9 | 2.2 | 0.5 | 0.8 | 7.5  |
| 1989–90 | Milwaukee   | 52  | 17  | 26.0 | .458 | .380 | .701  | 5.5 | 2.0 | 0.8 | 1.3 | 10.0 |
| 1990–91 | Milwaukee   | 81  | 3   | 15.0 | .431 | .277 | .685  | 2.7 | 0.9 | 0.6 | 0.9 | 5.3  |
| 1991–92 | Milwaukee   | 70  | 8   | 15.4 | .450 | .396 | .659  | 3.6 | 1.1 | 0.6 | 1.0 | 5.8  |
| 1992–93 | Milwaukee   | 80  | 24  | 22.1 | .461 | .370 | .723  | 3.5 | 1.6 | 0.6 | 0.9 | 9.1  |
| 1993–94 | Milwaukee   | 67  | 2   | 14.4 | .363 | .343 | .690  | 2.2 | 0.9 | 0.4 | 0.8 | 4.0  |
| 1994–95 | Miami       | 61  | 1   | 12.0 | .420 | .406 | .667  | 1.7 | 0.7 | 0.3 | 0.4 | 4.4  |
| 1995–96 | San Antonio | 32  | 1   | 8.5  | .406 | .415 | .667  | 1.0 | 0.5 | 0.1 | 0.2 | 3.3  |
| 1995–96 | New York    | 23  | 7   | 14.1 | .405 | .421 | 1.000 | 1.3 | 1.2 | 0.3 | 0.4 | 3.9  |
| 1996–97 | Toronto     | 6   | 0   | 7.5  | .267 | .286 | .000  | 1.2 | 0.2 | 0.2 | 0.0 | 1.7  |
| 1997–98 | San Antonio | 9   | 0   | 11.3 | .333 | .286 | .333  | 1.3 | 0.6 | 0.1 | 0.2 | 2.1  |
| total   | total       | 656 | 116 | 15.8 | .440 | .361 | .733  | 2.8 | 1.1 | 0.5 | 0.8 | 5.9  |

### Playoffs
| Año     | Equipo      | PJ | PT | MPP  | %TC  | %3P  | %TL  | RPP | APP | ROB | TPP | PPP |
| ------- | ----------- | -- | -- | ---- | ---- | ---- | ---- | --- | --- | --- | --- | --- |
| 1987–88 | Boston      | 9  | 0  | 2.9  | .727 | .000 | .000 | 0.4 | 0.0 | 0.0 | 0.1 | 1.8 |
| 1989–90 | Milwaukee   | 4  | 4  | 36.8 | .400 | .375 | .000 | 6.8 | 1.3 | 2.0 | 2.3 | 9.5 |
| 1990–91 | Milwaukee   | 3  | 0  | 13.7 | .313 | .375 | .500 | 3.0 | 0.3 | 0.0 | 0.0 | 4.7 |
| 1997–98 | San Antonio | 4  | 0  | 2.5  | .000 | .000 | .000 | 0.5 | 0.3 | 0.3 | 0.0 | 0.0 |
| Total   | Total       | 20 | 4  | 11.2 | .426 | .346 | .500 | 2.1 | 0.4 | 0.5 | 0.5 | 3.4 |